# 朱愷
朱愷（1442年—？），字舜徵，福建興化府莆田縣人，民籍，明朝政治人物。進士出身。

## 生平
早年出身國子生，成化四年（1468年）戊子科舉福建鄉試第十一名。成化十一年（1475年）乙未科會試第二百二十九名，殿試登進士第二甲第七十一名。

## 家族
曾祖父朱仲永，曾任河泊所官。祖父朱尚白。父亲朱體光。